# Puerto Baquerizo Moreno
Puerto Baquerizo Moreno es una ciudad ecuatoriana, cabecera cantonal del Cantón San Cristóbal y capital de la Provincia de Galápagos, así como la segunda urbe más grande y poblada de la misma. Se localiza al oriente de las islas Galápagos, en el occidente de la isla de San Cristóbal, a una altitud de 15 m s. n. m. y con un clima tropical seco de 24,3 °C en promedio.
Es llamada "La Capital del Paraíso" por ser el centro político y administrativo del archipiélago. En el censo de 2022 tenía una población de 7290 habitantes, lo que la convierte en la segunda ciudad más poblada de las islas Galápagos, detrás de Puerto Ayora. Sus orígenes datan del siglo XIX, pero es desde su designación como capital provincial, cuando presenta un acelerado crecimiento demográfico hasta establecer un poblado urbano, que sería posteriormente, uno de los tres núcleos urbanos de Galápagos. Las actividades principales de la ciudad son el turismo, la pesca artesanal, la burocracia y la agricultura.

## Toponimia
La ciudad toma el nombre del presidente Alfredo Baquerizo Moreno (1859-1951).

## Clima
De acuerdo con la clasificación climática de Köppen, Puerto Baquerizo Moreno experimenta un clima semiárido cálido (BSh), el cual se caracteriza por las temperaturas altas con una temporada lluviosa moderada, cuyas precipitaciones pueden llegar a ser intensas pero breves, por lo que a lo largo del año predomina el clima seco. Las estaciones del año no son sensibles en la zona ecuatorial, no obstante, su proximidad al océano Pacífico hace que las corrientes de Humboldt (fría) y de El Niño (cálida) marquen dos períodos climáticos bien diferenciados: un apenas pluvioso y cálido invierno, que va de diciembre a junio, y un "verano" seco y ligeramente más fresco, entre julio y noviembre. 
Su temperatura promedio anual es de 24,3 °C; siendo febrero el mes más cálido, con un promedio de 26,5 °C, mientras septiembre es el mes más frío, con 22 °C en promedio. Es un clima isotérmico por sus constantes precipitaciones durante todo el año (amplitud térmica anual inferior a 5 °C entre el mes más frío y el más cálido), si bien la temperatura real no es extremadamente alta, la humedad hace que la sensación térmica se eleve hacia los 35 °C o más. En cuanto a la precipitación, la urbe experimenta lluvias escasas y temporales; hay una diferencia de 143,6 mm de precipitación entre los meses más secos y los más húmedos; febrero (8 días) tiene los días más lluviosos por mes en promedio, mientras en agosto, llueve un solo día o incluso ninguno. La humedad relativa también es constante, con un promedio anual de 82,8%. 
| Parámetros climáticos promedio de Puerto Baquerizo Moreno, Ecuador | Parámetros climáticos promedio de Puerto Baquerizo Moreno, Ecuador | Parámetros climáticos promedio de Puerto Baquerizo Moreno, Ecuador | Parámetros climáticos promedio de Puerto Baquerizo Moreno, Ecuador | Parámetros climáticos promedio de Puerto Baquerizo Moreno, Ecuador | Parámetros climáticos promedio de Puerto Baquerizo Moreno, Ecuador | Parámetros climáticos promedio de Puerto Baquerizo Moreno, Ecuador | Parámetros climáticos promedio de Puerto Baquerizo Moreno, Ecuador | Parámetros climáticos promedio de Puerto Baquerizo Moreno, Ecuador | Parámetros climáticos promedio de Puerto Baquerizo Moreno, Ecuador | Parámetros climáticos promedio de Puerto Baquerizo Moreno, Ecuador | Parámetros climáticos promedio de Puerto Baquerizo Moreno, Ecuador | Parámetros climáticos promedio de Puerto Baquerizo Moreno, Ecuador | Parámetros climáticos promedio de Puerto Baquerizo Moreno, Ecuador |
| Mes                                                                | Ene.                                                               | Feb.                                                               | Mar.                                                               | Abr.                                                               | May.                                                               | Jun.                                                               | Jul.                                                               | Ago.                                                               | Sep.                                                               | Oct.                                                               | Nov.                                                               | Dic.                                                               | Anual                                                              |
| ------------------------------------------------------------------ | ------------------------------------------------------------------ | ------------------------------------------------------------------ | ------------------------------------------------------------------ | ------------------------------------------------------------------ | ------------------------------------------------------------------ | ------------------------------------------------------------------ | ------------------------------------------------------------------ | ------------------------------------------------------------------ | ------------------------------------------------------------------ | ------------------------------------------------------------------ | ------------------------------------------------------------------ | ------------------------------------------------------------------ | ------------------------------------------------------------------ |
| Temp. máx. media (°C)                                              | 28.8                                                               | 29.9                                                               | 30.7                                                               | 30.0                                                               | 29.4                                                               | 27.9                                                               | 26.5                                                               | 25.5                                                               | 25.7                                                               | 26.0                                                               | 26.8                                                               | 27.7                                                               | 27.9                                                               |
| Temp. media (°C)                                                   | 25.4                                                               | 26.5                                                               | 26.4                                                               | 25.8                                                               | 25.7                                                               | 24.5                                                               | 23.1                                                               | 22.3                                                               | 22.0                                                               | 22.5                                                               | 23.3                                                               | 24.1                                                               | 24.3                                                               |
| Temp. mín. media (°C)                                              | 23.0                                                               | 23.5                                                               | 22.8                                                               | 23.2                                                               | 23.1                                                               | 22.1                                                               | 21.2                                                               | 20.2                                                               | 19.8                                                               | 20.2                                                               | 21.0                                                               | 21.8                                                               | 21.8                                                               |
| Precipitación total (mm)                                           | 98.2                                                               | 138.6                                                              | 149.5                                                              | 141.6                                                              | 49.9                                                               | 24.7                                                               | 12.9                                                               | 9.9                                                                | 5.9                                                                | 14.2                                                               | 15.7                                                               | 73.0                                                               | 734.1                                                              |
| Días de precipitaciones (≥ 1.0 mm)                                 | 5                                                                  | 8                                                                  | 7                                                                  | 7                                                                  | 4                                                                  | 1                                                                  | 1                                                                  | 1                                                                  | 1                                                                  | 1                                                                  | 1                                                                  | 2                                                                  | 39                                                                 |
| Horas de sol                                                       | 175                                                                | 215                                                                | 230                                                                | 235                                                                | 240                                                                | 230                                                                | 190                                                                | 175                                                                | 145                                                                | 160                                                                | 165                                                                | 180                                                                | 2340                                                               |
| Humedad relativa (%)                                               | 85                                                                 | 84                                                                 | 83                                                                 | 86                                                                 | 85                                                                 | 83                                                                 | 82                                                                 | 82                                                                 | 82                                                                 | 79                                                                 | 79                                                                 | 83                                                                 | 82.8                                                               |
| Fuente: NOAA Climas y viajes Climate-data.org                      |                                                                    |                                                                    |                                                                    |                                                                    |                                                                    |                                                                    |                                                                    |                                                                    |                                                                    |                                                                    |                                                                    |                                                                    |                                                                    |

## Política
Territorialmente, la ciudad de San Cristóbal está organizada en una sola parroquia urbana, mientras que existen 2 parroquias rurales con las que complementa el aérea total del Cantón San Cristóbal. El término "parroquia" es usado en el Ecuador para referirse a territorios dentro de la división administrativa municipal.
La ciudad de Puerto Baquerizo Moreno y el cantón San Cristóbal, al igual que las demás localidades ecuatorianas, se rige por una municipalidad según lo previsto en la Constitución de la República. El Gobierno Autónomo Descentralizado Municipal de San Cristóbal, es una entidad de gobierno seccional que administra el cantón de forma autónoma al gobierno central. La municipalidad está organizada por la separación de poderes de carácter ejecutivo representado por el alcalde, y otro de carácter legislativo conformado por los miembros del concejo cantonal.
La ciudad de Puerto Baquerizo Moreno es la capital de la provincia de Galápagos, por lo cual es sede de la Gobernación de la provincia. La Gobernación está dirigida por un ciudadano con título de Gobernador de Galápagos y es elegido por designación del propio Presidente de la República como representante del poder ejecutivo del estado. Las funciones del Gobernador son en su mayoría de carácter representativo del Presidente de la República.
La Municipalidad de San Cristóbal, se rige principalmente sobre la base de lo estipulado en los artículos 253 y 264 de la Constitución Política de la República y en la Ley de Régimen Municipal en sus artículos 1 y 16, que establece la autonomía funcional, económica y administrativa de la Entidad.

### Alcaldía

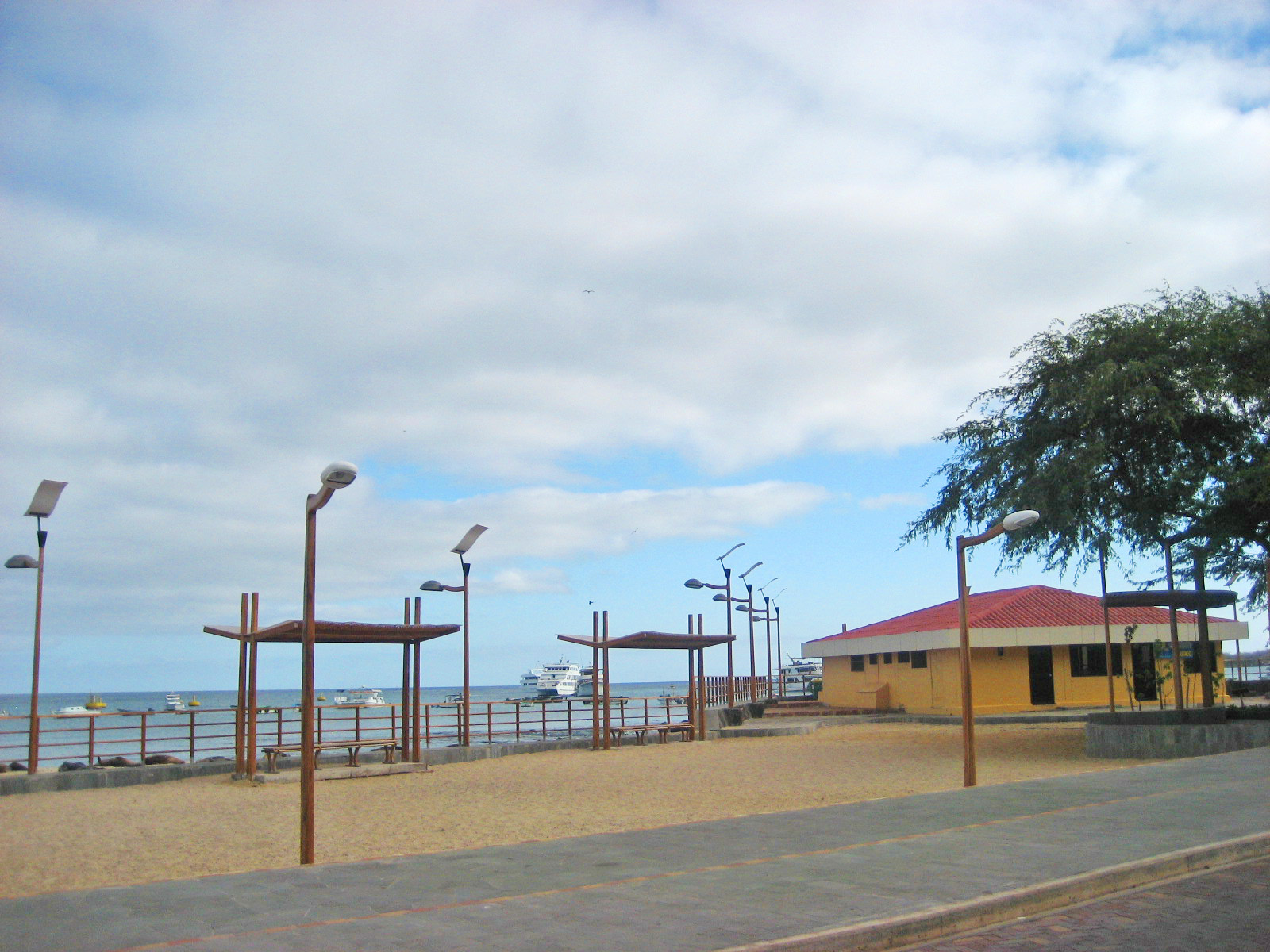
Una calle en Puerto Baquerizo Moreno

El poder ejecutivo de la ciudad es desempeñado por un ciudadano con título de Alcalde del Cantón San Cristóbal, el cual es elegido por sufragio directo en una sola vuelta electoral sin fórmulas o binomios en las elecciones municipales. El vicealcalde no es elegido de la misma manera, ya que una vez instalado el Concejo Cantonal se elegirá entre los ediles un encargado para aquel cargo. El alcalde y el vicealcalde duran cuatro años en sus funciones, y en el caso del alcalde, tiene la opción de reelección inmediata o sucesiva. El alcalde es el máximo representante de la municipalidad y tiene voto dirimente en el concejo cantonal, mientras que el vicealcalde realiza las funciones del alcalde de modo suplente mientras no pueda ejercer sus funciones el alcalde titular.
El alcalde cuenta con su propio gabinete de administración municipal mediante múltiples direcciones de nivel de asesoría, de apoyo y operativo. Los encargados de aquellas direcciones municipales son designados por el propio alcalde. Actualmente el alcalde de San Cristóbal es el Tnlg. Henry Cobos elegido para el periodo 2019-2023.

### Concejo cantonal
El poder legislativo de la ciudad es ejercido por el Concejo Cantonal de San Cristóbal el cual es un pequeño parlamento unicameral que se constituye al igual que en los demás cantones mediante la disposición del artículo 253 de la Constitución Política Nacional. De acuerdo a lo establecido en la ley, la cantidad de miembros del concejo representa proporcionalmente a la población del cantón.
Puerto Baquerizo Moreno posee 5 concejales, los cuales son elegidos mediante sufragio (Sistema D'Hondt) y duran en sus funciones cuatro años pudiendo ser reelegidos indefinidamente. De los seis ediles, 4 representan a la población urbana mientras que uno representa a las 2 parroquias rurales. El alcalde y el vicealcalde presiden el concejo en sus sesiones. Al recién instalarse el concejo cantonal por primera vez los miembros eligen de entre ellos un designado para el cargo de vicealcalde de la ciudad.

## Turismo

Puerto visto de la Playa Mann

Cerca de la ciudad de Puerto Baquerizo Moreno hay lugares turísticos, como Cerro Tijeretas, una colonia de anidación para fregatas y una estatua de Charles Darwin, que marca el sitio original donde desembarcó por primera vez en las Islas Galápagos durante el segundo viaje del HMS Beagle, el 16 de septiembre de 1835.
La Lobería, una colonia de lobos marinos, se encuentra a unos diez minutos en autobús de la ciudad.
Existen otros atractivos cerca a la ciudad, como:
- Playa Barrio Frío
- Cabo de Horno o Punta Carola
- Playa Mann
- Centro de Interpretación
- Eco Malecón Charles Darwin

## Economía

### Pesca
Desde la llegada de los primeros colonos a San Cristóbal, la pesca ha sido una fuente importante de ingresos, convirtiéndose en una actividad productiva durante los últimos años. El periodo de la comercialización de la langosta roja comienza en el mes de septiembre y finaliza a fines de enero donde comienza su venta, no así la langosta conocida como "langostino" que no tiene restricciones durante todo el año.

### Agricultura
Los cultivos predominantes en áreas de explotación agrícola que se destacan en San Cristóbal son los frutales (naranjas, piñas, papayas, plátanos, limón, etc.), las hortalizas y el café. El cultivo del café (Coffea arabica) está concentrado en tres sectores: en el Socavón, en la hacienda El Cafetal; y en varias fincas de El Progreso y de La Soledad.

## Medios de comunicación
La ciudad posee una red de comunicación en continuo desarrollo y modernización. En la ciudad se dispone de varios medios de comunicación como prensa escrita, radio, televisión, telefonía, Internet y mensajería postal. 
- Telefonía: Si bien la telefonía fija se mantiene aún con un crecimiento periódico, esta ha sido desplazada muy notablemente por la telefonía celular, tanto por la enorme cobertura que ofrece y la fácil accesibilidad. Existen 3 operadoras de telefonía fija, CNT (pública), TVCABLE y Claro (privadas) y cuatro operadoras de telefonía celular, Movistar, Claro y Tuenti (privadas) y CNT (pública).

- Radiodifusión: Dentro de esta lista se menciona una gran cantidad de sistemas radiales de transmisión nacional y local.

- Medios televisivos: La mayoría son nacionales, aunque se ha incluido canales locales recientemente. El apagón analógico se estableció para el 31 de diciembre de 2018.

## Deporte
La Federación Deportiva de Galápagos es el organismo rector del deporte en toda la Provincia de Galápagos y por ende en Puerto Baquerizo Moreno se ejerce su autoridad de control. El deporte más popular en la ciudad, al igual que en todo el país, es el fútbol, siendo el deporte con mayor convocatoria